# Garłacz pomorski
Garłacz pomorski – rasa gołębi, zaliczana do grupy IV – dęte.

## Powstanie rasy

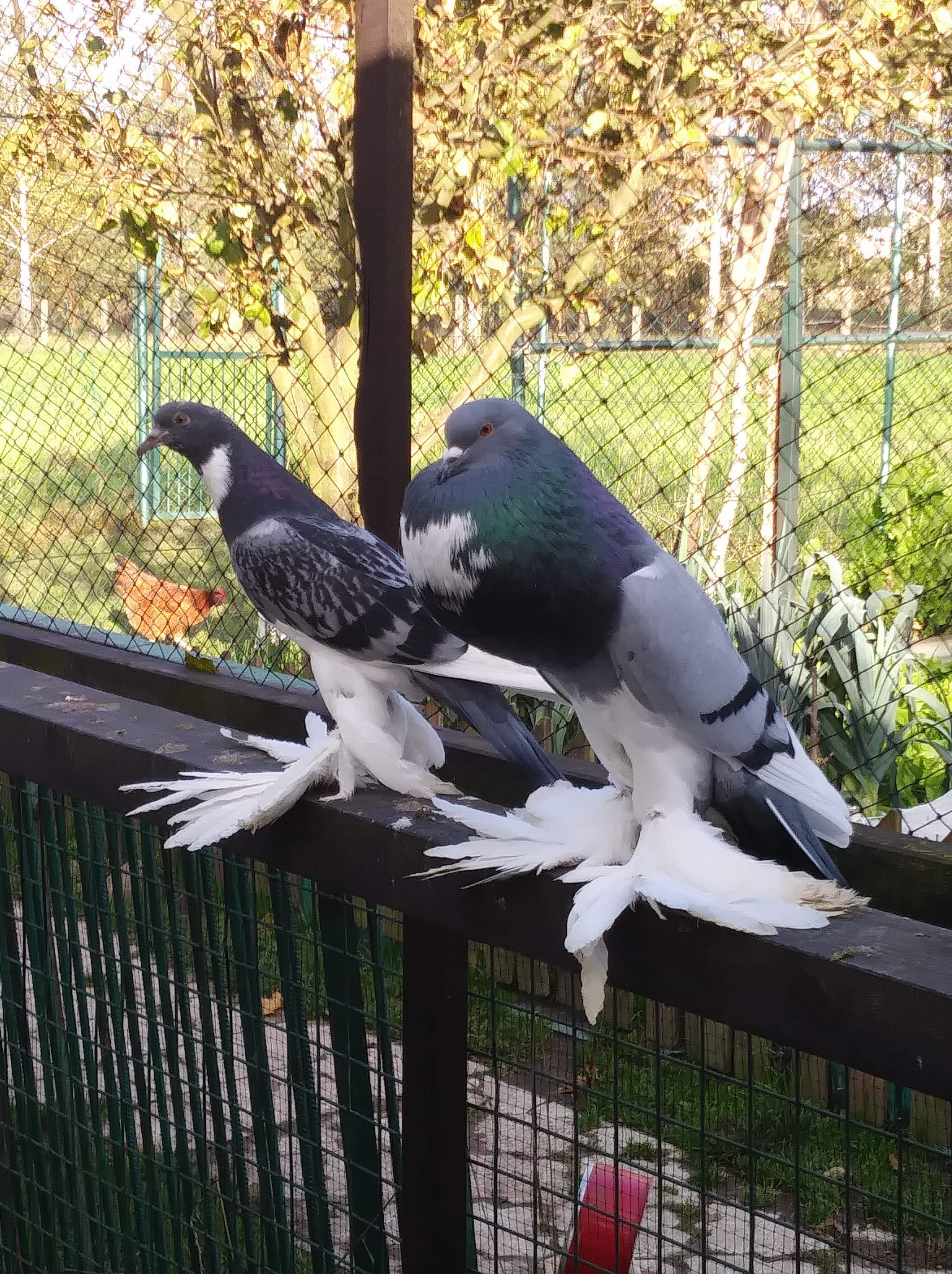
Garłacze Pomorskie, od lewej: młody (kilkumiesięczny) w kolorze groch w rysunku, kolejny to samiec z 2015 roku w kolorze niebieski w rysunku – gołębie z hodowli Arkadiusza Niełacnego

Dokładne informacje o powstaniu tej rasy są sprzeczne w różnych opracowaniach, nawet w literaturze niemieckiej. Jednak w książce Hansa Joachima Schille Bildschöne Taubenrassen można odnaleźć informację, że rasa ta powstała na niemieckim Przedpomorzu i Rugii. W celu uzyskania garłacza pomorskiego wg wspomnianej powyżej książki posłużono się garłaczami z Gent, garłaczami angielskimi oraz holenderskimi.

## Wrażenie ogólne
Bardzo duży, szeroki, mocny, masywnie rozbudowany korpus, dumny, utrzymujący postawę pod kątem od 45 do 60 stopni, nogi usadowione w środku korpusu, szeroko stojący, z mocno opierzonymi nogami i dużymi łapciami.

### Wzorzec – cechy rasowości
| Głowa:      | Mocna, czoło niezbyt wysokie. |
| Oczy:       | Przy białych, barwnoogoniastych i pstrokatych – ciemne, przy pozostałych kolorach – żółte do pomarańczowych.                                                                                                  |
| Brew:       | Delikatna i wąska, dopasowana do koloru upierzenia. |
| Dziób:      | Długi i mocny, lekko położony na wolu; przy białych, barwnoogoniastych, żółtych i żółto – płowych koloru cielistego, przy pozostałych kolorach upierzenia ciemny do czarnego. Woskówki delikatnie rozwinięte. |
| Szyja:      | Długa, gardło duże i w pełni nadęte, ku górze wydęcie mocno wysunięte, bez wcięcia w talii wchodzi w pierś.                                                                                                   |
| Pierś:      | Szeroka i mocna, bez talii. |
| Plecy:      | Tył bardzo szeroki, w ramionach tylko niewiele wypełnione, ukośnie opadające. |
| Skrzydła:   | Mocne, z szerokimi piórami, dobrze przylegającymi do korpusu, dotykają prawie końca ogona, spoczywają na ogonie ale nie mogą się krzyżować.                                                                   |
| Ogon:       | Szeroki i długi, jednak nie za długi, dlatego aby przednia część korpusu nie wyglądała za krótka. |
| Nogi:       | Mocne, długie, szeroko stojące, uda z długimi sępimi piórami, nogi z długimi, szerokimi piórami i łapciami.                                                                                                   |
| Upierzenie: | Długie, szerokie, obficie rozwinięte, mocno przylegające. |

### Rodzaje kolorów
Przy sercatych czarnych, czerwonych, żółtych, niebieskich, niebieskich – groch, ciemny – groch, niebiesko – płowych, czerwono – płowych, żółto – płowych. Białe z niebieskim albo czarnym ogonem.
Tygrysowate i pstrokate w kolorze czarnym, czerwonym, żółtym i niebieskim.
Jednokolorowe: białe, czarne, niebieskie z czarnymi pasami, niebieskie grochy.

### Kolor i rysunek
Wszystkie kolory muszą być równomierne i czyste, prawidłowo ostre. Przy sercatych występuje plama w formie półksiężyca (serce), która nie powinna sięgać oczu, ponadto brzuch, upierzenie ud i łapcie, grzbiet i 7 – 10 lotek białe. Ogon jest przy czarnych, niebieskich, niebieskich grochów, niebiesko – płowych – kolorowy, przy czarnych, żółtych, czerwonych i żółto – płowych jest jasny. Róże na skrzydłach nie są dopuszczalne. Przy czarnych i niebieskoogoniastych tylko ogon jest kolorowy, przy wszystkich innych kolorach jest biały. Tygrysowate mają białe i kolorowe pióra, występują na całym korpusie równomiernie. Podobnie w lotkach i pióra w ogonie są też kolorowe. Pstrokate mają równomierny podział barwnych i białych partii piór przez cały korpus, również lotki i ogon. Lotki i pióra w ogonie mogą być w kolorze podstawowym jak i białe.

### Duże błędy
Wszystkie kolory muszą być równomierne i czyste, prawidłowo ostre. Przy sercatych występuje plama w formie półksiężyca (serce), która nie powinna sięgać oczu, ponadto brzuch, upierzenie ud i łapcie, grzbiet i 7 – 10 lotek białe. Ogon jest przy czarnych, niebieskich, niebieskich grochów, niebiesko – płowych – kolorowy, przy czarnych, żółtych, czerwonych i żółto – płowych jest jasny. Róże na skrzydłach nie są dopuszczalne. Przy czarnych i niebieskoogoniastych tylko ogon jest kolorowy, przy wszystkich innych kolorach jest biały. Tygrysowate mają białe i kolorowe pióra, występują na całym korpusie równomiernie. Podobnie w lotkach i pióra w ogonie są też kolorowe. Pstrokate mają równomierny podział barwnych i białych partii piór przez cały korpus, również lotki i ogon. Lotki i pióra w ogonie mogą być w kolorze podstawowym jak i białe.